# Схемы разделения секрета для произвольных структур доступа
Схемы разделения секрета для произвольных структур доступа (англ. Secret sharing with generalized access structure) — схемы разделения секрета, которые позволяют задать произвольный набор групп участников (квалифицированных подмножеств), имеющих возможность восстановить секрет (структуру доступа).

## История
В 1979 году израильский криптоаналитик Ади Шамир предложил пороговую схему разделения секрета между {\displaystyle n} сторонами, обладающую следующими свойствами:
- Для восстановления секрета достаточно {\displaystyle k} и больше сторон.
- Никакие {\displaystyle k-1} и меньше сторон не смогут получить никакой информации о секрете.[1]

Такой подход нашел много применений. Например, для многопользовательской авторизации в инфраструктуре открытых ключей, в цифровой стеганографии для скрытой передачи информации в цифровых изображениях, для противодействия атакам по сторонним каналам при реализации алгоритма AES.
Однако более сложные приложение, где определённые группы участников могут иметь доступ, а другие нет, не вписываются в модель пороговых схем. Для решения этой проблемы были разработаны схемы разделения секрета для произвольных структур доступа.
Японские ученые Мицуро Ито, Акиро Саито и Такао Нишизеки первые начали изучать разделение секрета для произвольных структур доступа и в 1987 году предложили свою схему. Их мысль развили Джош Бенало и Джерри Лейхтер, предложив в 1988 году схему разделения для монотонных структур. В 1989 Эрнест Бриккелл предложил схему, в которой участникам раздаются не доли секрета, а их линейные комбинации.

## Определение используемых терминов
Дилер — участник процедуры (протокола), который, зная секрет, вычисляет доли секрета и раздаёт эти доли остальным участникам.
Квалифицированное подмножество — множество участников группы, для которого разрешено восстановление секрета.
Примером, иллюстрирующим появление квалифицированных подмножеств, может служить разделение секрета между управленцами. В случае, если секрет может быть восстановлен либо всеми тремя управленцами, либо любым управленцем и любым вице-президентом, либо президентом в одиночку, квалифицированными подмножествами будут президент, вице-президент и управленец, или любые три управленца.
Структура доступа — перечисление квалифицированного и неквалифицированных подмножеств.
Пусть {\displaystyle A} — множество участников группы, {\displaystyle n} — количество участников группы, {\displaystyle 2^{[n]}} — множество, состоящее из всех возможных подмножеств участников группы. Пусть {\displaystyle \Gamma } — множество, состоящее из подмножеств участников, которым разрешено восстановление секрета (квалифицированные множества участников), {\displaystyle \Delta } — множество, состоящее из подмножеств участников, которые не могут восстановить секрет. Структура доступа обозначается как ({\displaystyle \Gamma },{\displaystyle \Delta }).
Структура доступа называется монотонной, если все надмножества квалифицированных подмножеств также входят в {\displaystyle \Gamma }, то есть {\displaystyle A\in \Gamma ,A\subseteq B\subseteq P\Rightarrow B\in \Gamma }
Предположим ({\displaystyle \Gamma },{\displaystyle \Delta }) — структура доступа на {\displaystyle A} . {\displaystyle B\in \Gamma }называют минимальным квалифицированным подмножеством, если {\displaystyle C\not \in \Gamma } всегда, когда {\displaystyle C\subset B}. Множество минимальных квалифицированных подмножеств {\displaystyle \Gamma } обозначается как {\displaystyle \Gamma _{min}} и называется базисом {\displaystyle \Gamma }. Минимальное квалифицированное подмножество однозначно задает структуру доступа.

## Схема Бенало-Лейхтера
Пусть задана монотонная структура доступа {\displaystyle A} и {\displaystyle \Gamma _{min}}— множество минимальных квалифицированных подмножеств, соответствующее {\displaystyle A}. Пусть {\displaystyle \Gamma _{min}=\{A_{1},A_{2},...,A_{m}\}} . Для каждого {\displaystyle A_{i}} вычисляются доли секрета для участников этого подмножества {\displaystyle s_{i1},s_{i2},...,s_{i|A|}} с помощью любой {\displaystyle (|A_{i}|,|A_{i}|)} — пороговой схемы разделения секрета.
Доля секрета {\displaystyle s_{i,j}} передается соответствующему участнику. В результате каждый участник получает набор долей секрета. Восстановление секрета происходит по выбранной (n, n)-пороговой схеме.
Пример:
{\displaystyle \Gamma _{min}=\{\{1,2,3\},\{1,4\},\{2,4\},\{3,4\}\}}
{\displaystyle A_{1}=\{1,2,3\}\ \ \ \ \ A_{2}=\{1,4\}\ \ \ \ \ A_{3}=\{2,4\}\ \ \ \ \ A_{4}=\{3,4\}}
Здесь, например, {\displaystyle P_{4}} является вторым в {\displaystyle A_{2},A_{3},A_{4}}, поэтому он получает доли секрета {\displaystyle s_{2,2},s_{3,2},s_{4,2}}
Аналогично для остальных участников
{\displaystyle P_{1}\leftarrow s_{1,1},s_{2,1}\ \ P_{2}\leftarrow s_{1,2},s_{3,1}\ \ P_{3}\leftarrow s_{1,3},s_{4,1}\ \ }
Недостаток данной схемы — возрастающий объём долей секрета для каждого участника при увеличении {\displaystyle \Gamma _{min}}.

## Схема Ито-Саито-Нишизеки
Ито, Саито, Нишизеки представили так называемую технику кумулятивного массива для монотонной структуры доступа.
Пусть {\displaystyle A} — монотонная структура доступа размером {\displaystyle n} и пусть {\displaystyle A_{1},...,A_{m}} — соответствующие ей максимальные неквалифицированные подмножества участников.
Кумулятивный массив структуры доступа {\displaystyle A} есть матрица размеров {\displaystyle n\times m} {\displaystyle (C_{i,j}^{A})_{1\leq i\leq n,1\leq j\leq m}}, где {\displaystyle C_{i,j}^{A}={\begin{cases}0,&{\text{если }}i\in A_{j}\\1,&{\text{если }}i\not \in A_{j}\end{cases}}} и обозначается как {\displaystyle C^{A}}. То есть столбцы матрицы отвечают неквалифицированным подмножествам, а значение по строкам внутри столбца будет единицей, если элемент не входит в данное подмножество.
В данной схеме можно использовать любую {\displaystyle (m,m)} — пороговую схему разделения секрета с секретом {\displaystyle S} и соответствующими долями {\displaystyle s_{1},...,s_{m}}
Доли {\displaystyle I_{1},...,I_{n}} соответствующие секрету {\displaystyle S} будут определяться как множество {\displaystyle s_{j}}: {\displaystyle I_{i}=\{s_{j}|C_{i,j}^{A}=1\}}
Восстановление секрета происходит по выбранной {\displaystyle (m,m)} — пороговой схеме.
Сложность реализации данной схемы, достигнутая в 2016 году составляет {\displaystyle O(n)}.
Пример:
Пусть {\displaystyle n=4}, {\displaystyle \Gamma =\{\{1,2\},\{3,4\},\{1,2,3\},\{1,2,4\},\{1,3,4\},\{2,3,4\}\}}.
Соответствующее {\displaystyle A} множество минимальных квалифицированных подмножеств {\displaystyle \Gamma _{min}=\{\{1,2\},\{3,4\}\}}
В этом случае {\displaystyle \Delta _{max}=\{\{1,3\},\{1,4\},\{2,3\},\{2,4\}\}} и {\displaystyle m=4}.
Кумулятивный массив структуры доступа {\displaystyle A} имеет вид {\displaystyle C^{A}={\begin{pmatrix}0&0&1&1\\1&1&0&0\\0&1&0&1\\1&0&1&0\end{pmatrix}}}
Доли секрета участников равны {\displaystyle I_{1}=\{s_{3},s_{4}\};\ \ I_{2}=\{s_{1},s_{2}\};\ \ I_{3}=\{s_{2},s_{4}\};\ \ I_{4}=\{s_{1},s_{3}\}}
Восстановление секрета аналогично восстановлению секрета в {\displaystyle (4,4)} — пороговой схеме Шамира.

## Линейная схема разделения секрета Брикелла
Для структуры доступа {\displaystyle A} и набора участников {\displaystyle P=\{P_{1},...,P_{n}\}} составляется матрица {\displaystyle M} размера {\displaystyle n\times m} , в которой строка {\displaystyle M[i]} длины {\displaystyle m} ассоциируется с участником {\displaystyle i}. Для подмножества участников {\displaystyle x\subset \Gamma }, которому соответствует набор строк матрицы {\displaystyle M} — {\displaystyle M_{x}}, должно выполняться условие, что вектор {\displaystyle (1,0,...,0)} принадлежит линейной оболочке, натянутой на {\displaystyle M_{x}}.
Дилер выбирает вектор {\displaystyle r=(r_{0},...,r_{m})}, где разделяемый секрет {\displaystyle s=r_{0}}. Доля секрета участника {\displaystyle i}: {\displaystyle s_{i}=M[i]r}
Восстановление секрета.
Выбирается вектор {\displaystyle \alpha }, длины {\displaystyle m}, {\displaystyle \alpha _{x}} — вектор, составленный из координат {\displaystyle \alpha }, соответствующих набору участников {\displaystyle x\subset \Gamma }.
Для каждого {\displaystyle x\subset \Gamma } должно выполняться условие: {\displaystyle \alpha _{x}M_{x}=(1,0,....,0)}. Тогда секрет можно восстановить по формуле:
{\displaystyle \sum _{i\in x}s_{i}\alpha _{i}=\sum _{i\in x}(M[i]r)\alpha _{i}=(\sum _{i\in x}\alpha _{i}M[i])r=(1,0,...,0)r=s}
Пример:
Множество минимальных квалифицированных подмножество {\displaystyle \Gamma =\{\{1,2,3\},\{1,4\}\}}.
Подходящая матрица:
{\displaystyle {\begin{pmatrix}0&1&0\\1&0&1\\0&1&-1\\1&1&0\end{pmatrix}}}
{\displaystyle M} удовлетворяет требованию схемы:
Для {\displaystyle \{1,2,3\}}: {\displaystyle (1,0,0)=-(0,1,0)+(1,0,1)+(0,1,-1)}
Для {\displaystyle \{1,4\}}: {\displaystyle (1,0,0)=-(0,1,0)+(1,1,0)}
Доли секрета каждого участника:
{\displaystyle P_{1}\leftarrow r_{1};\qquad P_{2}\leftarrow s+r_{2};\qquad P_{3}\leftarrow r_{1}-r_{2};\qquad P_{4}\leftarrow s+r_{1}\qquad }
Восстановление секрета:
Для восстановления секрета выбирается {\displaystyle \alpha =(-1,1,1,1)}
Тогда для {\displaystyle x=\{1,2,3\}}: {\displaystyle \alpha _{x}=(-1,1,1)}
{\displaystyle (-1,1,1){\begin{pmatrix}0&1&0\\1&0&1\\0&1&-1\end{pmatrix}}=(1,0,0)}
А для {\displaystyle x=\{1,4\}}: {\displaystyle \alpha _{x}=(-1,1)}
{\displaystyle (-1,1){\begin{pmatrix}0&1&0\\1&1&0\end{pmatrix}}=(1,0,0)}

## Применение
Данные схемы применяются в протоколах условного раскрытия секрета (англ. conditional disclosure of secrets, CDS), безопасных распределенных вычислениях, задачах распределения ключей и схемах аутентификации нескольких приемников.